# 維利內 (第聶伯羅區)
47°59′40″N 34°33′12″E / 47.99444°N 34.55333°E
維利內（烏克蘭語：Вільне），2016年前名為維連卡（烏克蘭語：Віленка）是烏克蘭中部的村莊，隸屬第聶伯羅彼得羅夫斯克州的第聶伯羅區。該村海拔116米，2001年人口82。